# 貝雷霍韋 (敖德薩州)
46°42′21″N 30°32′18″E / 46.70583°N 30.53833°E
貝雷霍韋（烏克蘭語：Берегове）是位於烏克蘭西南部的村莊，由敖德萨州敖德萨区的烏薩托韋市鎮負責管轄。該村始建於1900年，面積0.35平方公里，海拔高度24米，2001年人口47，人口密度每平方公里134.29人。